# Bella en Hanna, de oudste dochters van M. L. Nathanson
Het portret van Bella en Hanna, de oudste dochters van M. L. Nathanson (Deens: Bella og Hanna M.L. Nathansons ældste døtre) is een schilderij van Christoffer Wilhelm Eckersberg uit 1820. Het is een goed voorbeeld van de portretkunst van de kunstenaar. Sinds 1920 maakt het deel uit van de collectie van het Statens Museum for Kunst in Kopenhagen.

## Geschiedenis
Rond 1820 schilderde Eckersberg veel portretten voor de gegoede burgerij van Kopenhagen. Ook de koopman Mendel Levin Nathanson, die hem in het begin van zijn carrière ondersteund had, bestelde twee schilderijen bij hem. Nathanson was een vooraanstaand man binnen de Joodse gemeenschap van Kopenhagen. Hij zette zich in voor het verkrijgen van gelijke rechten voor de Joden, maar gaf ook een aanzienlijk deel van zijn vermogen aan liefdadigheid voor het arme deel van de Joodse bevolking. Aan het einde van zijn leven publiceerde hij een belangrijk boek over de geschiedenis van het Jodendom in Denemarken. Hoewel Nathanson zijn geloof dus zijn hele leven trouw bleef, hebben zijn kinderen zich, met zijn toestemming, tot het christendom bekeerd.

## Voorstelling
De dochters van Nathanson zijn afgebeeld in een sober interieur, met panelen aan de muur en een tafel met een opvallend grote vogelkooi in het midden. Beide meisjes, die erg op elkaar lijken, zijn heel verschillend afgebeeld. Bella staat achteraan en kijkt de toeschouwer frontaal aan. In haar hand houdt zij een haakwerk. Hanna daarentegen wordt van opzij gezien. Zij zit aan tafel en speelt met haar papegaai.
De papegaai in zijn kooi kan verschillende symbolische betekenissen hebben. De opgesloten vogel kan verwijzen naar de situatie van beide dochters die nog thuis woonden, omdat ze ongetrouwd waren. Een papegaai werd soms echter ook gezien als een symbool van een goede afkomst, omdat deze vogel de menselijk spraak kan imiteren.

## Afbeeldingen

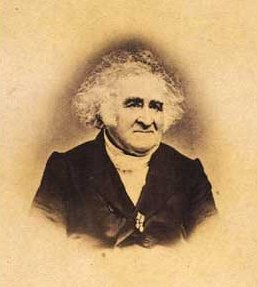
Mendel Levin Nathanson (1780-1868)